# Трета англо-маратхска война
Третата англо-маратхска война (1817 – 1818) е последният и решителен конфликт между Британската източноиндийска компания и Маратхската империя в Индия. Войната остава компанията в контрол на по-голямата част от Индия.

## Ход на военните действия
Войната започва с нашествие в маратхската територия от 110 400 войници на Компанията, най-голямата такава британска сила, събирана в Индия. Войските се водят от генерал-губернатора Франсис Хейстингс и той е поддържан от сила под командването на генерал Томас Хислоп. Операциите започват с действия над пиндарите, банда от мюсюлмански и маратхски обирджии от Централна Индия.
Силите на пешва (министър-председател) Баджи Рао II, последвани от силите на Мудходжи II Бхонсле от Нагпур и Малхарао Холкар III от Индор, се надигат срещу Британската компания. Натиск и дипломация убеждават четвъртия голям маратхски лидер Даулатрао Шинде от Гвалиор да остане неутрален, въпреки че губи контрол над Раджастан.
Британските победи са бързи и водят до разпадането на Маратхската империя и изгубването на маратхската независимост. Пешвата е победен в битките при Кхадки и Корегаон. Няколко по-малки битки се водят от силите на пешвата, за да предотвратят пленяването му.

## Последици
Пешвата е в крайна сметка пленен и поставен в малко имение в Битхур, близо до Канпур. Повечето от неговата територия е анексирана и става част от Бомбайското президентство. Махараджата на Сатара е възстановен като владетел на територията си като княжеска държава. През 1848 г. Тази територия също е анексирана от Бомбайското президентство според доктрината за пропуска на лорд Далхуси. Бхонсле е победен в битката при Ситабулди, а Холкар в битката при Махудпур. Северната част на доминионите на Бхоснле в и около Нагпур, заедно с териториите на пешвата в Бунделкханд, са анексирани от Британска Индия като Територии Саугор и Нербуда.
Поражението на Бхоснле и Холкар също води до придобиването на маратхските кралсва Нагпур и Индор от британците. Наред с Гуалиор от Шинде и Джанси от пешвата, всички тези територии ставят княжески държави, признаващи британския контрол.
Британското военно умение в Индия е демонстрирано от бързите победи при Кхадки, Ситабарди, Махидпур, Корегаон и Сатара.